# Deutschland (single)
Deutschland (Duits voor Duitsland) is een single van de Duitse band Rammstein. Hij werd digitaal uitgebracht op 28 maart 2019 en op fysieke drager op 12 april. Het is de eerste single van hun zevende album, Rammstein. De single was het eerste nieuwe werk van Rammstein sinds de uitgave van de single Mein Land in 2011.
Hoewel de single veel werd gedraaid op o.a. Radio 538 en NPO 3FM, werden de Nederlandse Top 40 en de Mega Top 50 niet bereikt. Wél bereikte de single de 74e positie in de B2B Single Top 100. In België werd de 23e positie van de Vlaamse Ultratop 50 bereikt.

## Nummerlijst
| 1.                 | Deutschland                            | 4:18 |
| 2.                 | Deutschland (RMX by Richard Z. Kruspe) | 5:45 |
| Totale duur: 10:03 |                                        |      |

## Video
De videoclip voor het nummer werd op 28 maart 2019 vrijgegeven op de bands YouTube-kanaal, volgend op een preview van 35 seconden die twee dagen eerder gepubliceerd werd. De video werd geregisseerd door Specter Berlin. In de video komen verschillende momenten uit de geschiedenis van Duitsland aan bod, onder andere de tijd van de Romeinen, de middeleeuwen, de wereldoorlogen en de Koude Oorlog. Ook zijn er enkele scènes in een futuristische omgeving in de ruimte. Doorheen de video komt de Duitse actrice Ruby Commey voor, die in de aftiteling vermeld wordt als de personificatie van Germania.
Aan het begin van de video komt een fragment voor van het nummer The Beast van Jóhann Jóhannsson (uit de film Sicario). Bij de aftiteling speelt de pianoversie van de bands single Sonne.

## NPO Radio 2 Top 2000
| Nummer met noteringen in de NPO Radio 2 Top 2000 | '19  | '20 | '21 | '22 | '23 | '24 |
| ------------------------------------------------ | ---- | --- | --- | --- | --- | --- |
| Deutschland                                      | 1140 | 166 | 147 | 95  | 109 | 111 |

1. ↑  Een vetgedrukt getal geeft de hoogste notering aan.
2. ↑  2019 was het eerste jaar met een notering voor dit nummer.